# Arenaria engleriana
Arenaria engleriana är en nejlikväxtart som beskrevs av Muschler. Arenaria engleriana ingår i släktet narvar, och familjen nejlikväxter. Inga underarter finns listade i Catalogue of Life.